# 21526 Мірано
21526 Мірано (21526 Mirano) — астероїд головного поясу, відкритий 30 червня 1998 року.
Тіссеранів параметр щодо Юпітера — 3,281.